# 赤鬼と青鬼のタンゴ
「赤鬼と青鬼のタンゴ」（あかおにとあおおにのタンゴ）は、NHKの歌番組『みんなのうた』で放送された楽曲。または同曲を収録した尾藤イサオのシングル。

## 概要
作詞：加藤直、作曲：福田和禾子。
1978年1月にシングルレコードとして発売された（キングレコード TV-38）。シングルB面は、同じく『みんなのうた』で放送された「サラマンドラ」。
歌詞の内容は、山奥に住む角が1本の「赤鬼どん」と、角が2本の「青鬼どん」が、月夜に心が浮かれ、タンゴのリズムに乗って踊りはじめるというもの。
タイトルは「タンゴ」となっているが、AメロとBメロが歌謡曲調で、サビがタンゴ調という構成になっている。

## 放送
『みんなのうた』のアニメーション制作はひこねのりお。アニメーションに登場するキャラクターは、赤鬼・青鬼・ウサギのみ。7羽の白いウサギによるヴァイオリンの演奏と女声コーラスを交えて赤鬼と青鬼が山の中の広場でタンゴを踊る。2人の鬼の踊りと、その合間にヴァイオリン演奏やコーラスをするウサギたちがユーモラスに描かれている。
1984年12月には、ステレオ音源版も登場している。
『みんなのうた』のほか、同じくNHKの番組『おかあさんといっしょ』でも放送された。こちらの番組のアニメーションは、西内としおが制作したものになっている。
2011年4月23日、『みんなのうた・スペシャル 1970'sセレクション』でも放送された。こちらでは1977年版が放送された。その後、2011年12月から2012年1月にも1977年版が再放送され、1978年以来、33年ぶりの再放送となった。

## 再放送
1977年版
- 1978年12月-1979年1月
- 2011年12月-2012年1月
- 2021年5月

1984年版 特に明記の無い年は10-11月放送。
- 1985年-1987年
- 1990年-1994年（1992年と1994年はラジオのみ）
- 1996年12月-1997年1月
- 1997年12月-1997年1月（ラジオのみ）
- 1998年（ラジオのみ）
- 2002年12月-2003年1月
- 2007年
- 2014年12月-2015年1月（お楽しみ枠）
- 2017年4月21日・5月19日（リクエスト）
- 2018年

## 収録
CD
- 「NHKみんなのうた」より大全集1 （1991年3月5日発売）
- NHK　みんなのうた　５０　アニバーサリー・ベスト　～山口さんちのツトム君～ （2011年4月27日発売）
- こころに響く NHKみんなのうた キング・スーパー・ツイン・シリーズ 2014 （2014年5月14日発売）
- NHKみんなのうた ベスト ＜懐かしの名曲集＞ キング・ベスト・セレクト・ライブラリー2017 （2017年5月17日発売）

DVD
- NHK みんなのうた　第6集（2011年4月22日発売）

## カバーした歌手
- さとまさのり、ピープル - 日本コロムビアから発売された「みんなのうた」関連CDで歌唱を担当している
- 子門真人 - ポニーキャニオンから発売された「みんなのうた」関連CDで歌唱を担当している。
- 庄司淳、少年少女合唱団みずうみ - ビクターから発売された「みんなのうた」関連CDで歌唱を担当している。
- 石原慎一 - アポロン音楽工業より発売されたCD「NHKみんなのうたより あいこでしょ」に収録
- マユミーヌ -  (2012年10月31日発売『みんなのうた』収録）
- 坂田おさむ・馮智英 - おかあさんといっしょ
- 速水けんたろう・古今亭志ん輔 - おかあさんといっしょ
- 杉田あきひろ・つのだりょうこ - おかあさんといっしょ
- 今井ゆうぞう・はいだしょうこ - おかあさんといっしょ
- 横山だいすけ・三谷たくみ - おかあさんといっしょ
- 横山だいすけ・小野あつこ - おかあさんといっしょ
- 花田ゆういちろう・小野あつこ - おかあさんといっしょ
- 花田ゆういちろう・ながたまや - おかあさんといっしょ